# Parco nazionale Noel Kempff Mercado
Il parco nazionale Noel Kempff Mercado è un parco nazionale situato nella parte nord-orientale del dipartimento boliviano di Santa Cruz, al confine con il Brasile. Il parco venne fondato il 28 giugno 1979 col nome di "parco nazionale Huanchca", ma venne ribattezzato in onore del professor Noel Kempff Mercado per le numerose ricerche e scoperte che egli compì nel parco.
Il parco si estende su 15.234 chilometri quadrati ed è una delle aree a maggior biodiversità del mondo. Il clima qui è caldo e umido, l'ideale per una zona che brulica di foreste pluviali e animali tropicali.
La temperatura varia di norma fra i 25 e i 29 gradi, e nel parco cadono annualmente tra i 1.700 e i 2.500 millimetri di pioggia.

## Flora
Si stima che nel parco siano presenti circa 4.000 specie di piante vascolari, oltre a diverse specie di bromelie, passiflora, heliconia, aracee e palme. Vi sono inoltre importanti tipi di legno, come il "mara".
La regione del parco abbraccia 5 importanti ecosistemi, che vanno dalla foresta pluviale amazzonica alla foresta, alla foresta tropicale semi-decidua, alla savana, alla savana tipica di regioni come il Cerrado brasiliano.

## Fauna
Il parco ospita oltre 130 specie di mammiferi, tra cui lontre, delfini di fiume, tapiri, ragni e giaguari, tra cui una popolazione del raro giaguaro nero.
Nel parco sono inoltre presenti 620 specie di uccelli (fra cui 9 specie di ara, probabilmente la più alta concentrazione del mondo in una singola area protetta), che rappresentano circa il 20% di tutti gli uccelli del Sudamerica. Studi recenti fanno pensare che questi numeri non possano che aumentare nel momento in cui si includeranno nel conto anche le specie di uccelli migratori.
Fra i rettili, il Parco nazionale Noel Kempff Mercado ospita 70 specie, fra cui il caimano nero, numerosi serpenti e altre specie in pericolo d'estinzione.
Oltre a queste si devono aggiungere almeno 347 specie di insetti (ad oggi ancora poco studiate), tra cui alcune rarissime, e una notevole varietà di farfalle dai colori sgargianti.
In questo parco nazionale vive anche una specie di forpus coelestis

## Problemi
Il parco nazionale Noel Kempff Mercado deve affrontare un gran numero di problemi, dal bracconaggio (caccia di tartarughe, pesca illegale, solo per citarne alcuni), allo sfruttamento illegale delle foreste, al narcotraffico (molti trafficanti di droga cercano riparo nella foresta per cercare di sottrarsi alle forze dell'ordine), a problemi finanziari.